# Демпфирование вертикальной конфигурацией

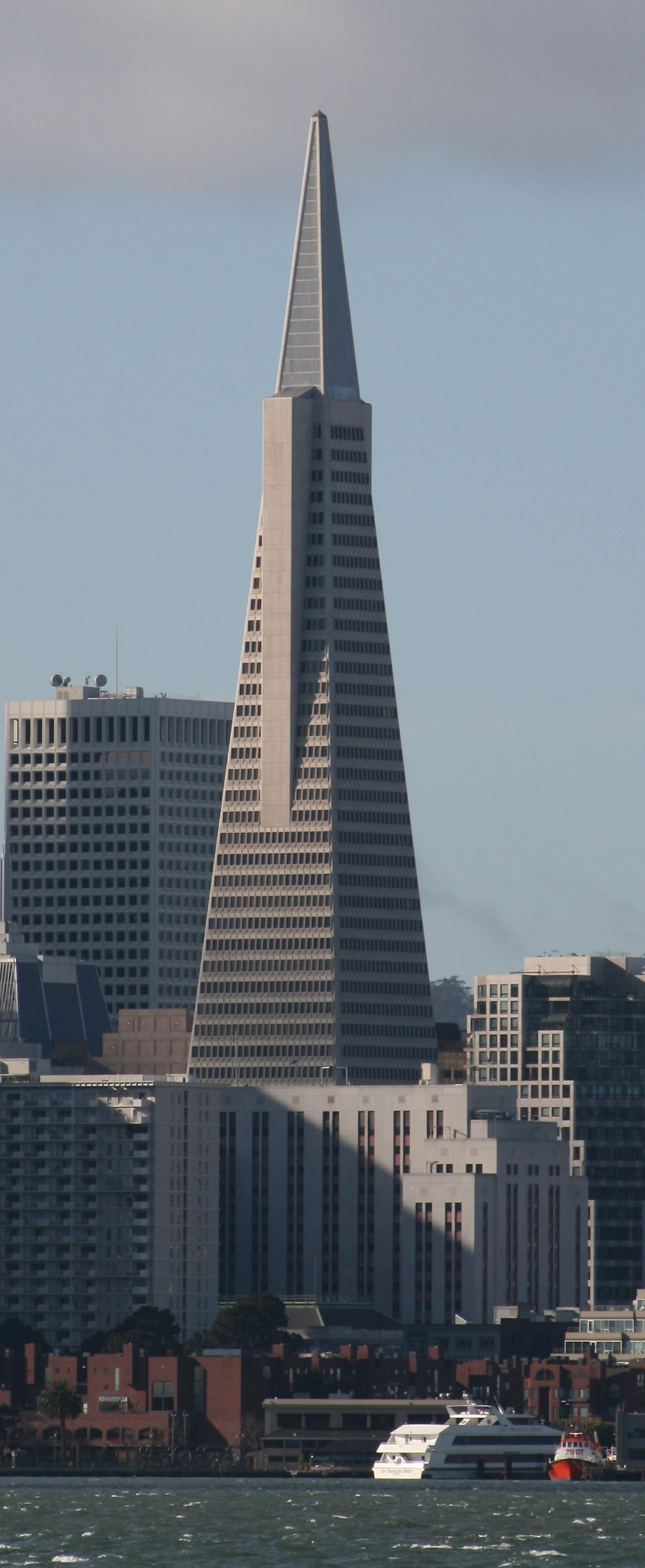
Здание Трансамерика.

 Демпфирование вертикальной конфигурацией (Building elevation control) предназначено для улучшения работы зданий и сооружений под сейсмической нагрузкой за счёт предотвращения резонансных колебаний с помощью дисперсии сейсмической энергии, проникающей в эти здания и сооружения. Пирамидальные постройки не перестают привлекать внимание архитекторов и инженеров также благодаря их большей устойчивости при ураганах и землетрясениях.

Сравнительные испытания на вибростоле: слева — обычная модель здания, справа — модель, демпфированная вертикальной конфигурацией здания [http://www.ecs.csun.edu/~shustov/001-Config-02.html

Конический профиль здания не является обязательным для этого метода вибрационного контроля. Аналогичный эффект может быть достигнут с помощью соответствующей конфигурации таких характеристик, как массы этажей и их жесткости .